# Hàmster
Els hàmsters (Cricetus) són un gènere de rosegadors de la família dels cricètids. El seu únic representant vivent és l'hàmster comú, que té un àmbit de distribució molt extens a Euràsia, però s'han trobat restes fòssils d'altres espècies, que visqueren a Europa i l'Àsia central fa milions d'anys. Es tracta de l'únic gènere de la subfamília dels cricetinis (Cricetini). El nom genèric Cricetus significa ‘hàmster’ en llatí.